# Euphyia claripennis
Euphyia claripennis är en fjärilsart som beskrevs av Max Joseph Bastelberger 1907. Euphyia claripennis ingår i släktet Euphyia och familjen mätare. Inga underarter finns listade i Catalogue of Life.